# Blanco Brown
Blanco Brown, pseudonimo di Bennie Amey III (Atlanta, 24 marzo 1985), è un cantante e produttore discografico statunitense.

## Biografia
Nato e cresciuto ad Atlanta, Brown ha scritto e prodotto brani per artisti come Fergie e Pitbull, e ha visto la svolta commerciale nel 2019 con il singolo country rap The Git Up, che ha raggiunto la top ten in Australia, Canada e Nuova Zelanda, nonché la 14ª posizione della Hot 100 statunitense. La canzone, contenuta nel primo album in studio Honeysuckle & Lightning Bugs pubblicato ad ottobre 2019, gli ha fruttato tre dischi di platino sia dalla Australian Recording Industry Association per le 210 000 copie vendute in Australia che dalla Recorded Music NZ per le 90 000 copie vendute in Nuova Zelanda, cinque dischi di platino dalla Music Canada con oltre 400 000 unità vendute in Canada, un disco d'oro dalla IFPI Norge, e un quadruplo platino dalla Recording Industry Association of America grazie alle 4 milioni unità di vendita in territorio statunitense.
Anche Just the Way, una collaborazione con i Parmalee candidata agli iHeartRadio Music Awards per la canzone country dell'anno, ha riscosso successo sia negli Stati Uniti sia in Canada dopo aver fatto il proprio ingresso nelle rispettive classifiche nazionali ed essere stata certificata rispettivamente doppio platino e triplo platino.

## Discografia

### Album in studio
- 2019 – Honeysuckle & Lightning Bugs

### EP
- 2019 – Blanco Brown
- 2024 – Heartache & Lemonade
- 2024 – Cedar Walls & Whiskey
- 2024 – Back 2 Basics

### Singoli
- 2019 – The Git Up
- 2019 – Just the Way (con i Parmalee)
- 2020 – I Need Love
- 2021 – Nobody's More Country
- 2021 – Never Gonna Tame You
- 2022 – Let It Slide (con Leslie Jordan e LoCash)
- 2022 – Trap Still Bumpin (con T.I.)
- 2023 – I'll Never
- 2023 – Take Me Home, Country Roads
- 2024 – Sunshine Shine
- 2024 – Snapshot
- 2024 – Back 2 Basics